# Акантодоры
Акантодоры (лат. Acanthodoras) — род лучепёрых рыб из семейства броняковых, обитающих в Южной Америке. 

## Описание
Общая длина представителей этого рода колеблется от 8 до 14 см. Голова большая, немного уплощённая. Рот широкий, глаза маленькие. Имеют 3 пары усиков. Туловище крепкое, по бокам расположены узкие полоски из костных пластинок. Спинной плавник большой, начинается с жёсткого и острого шипа. Грудные плавники широкие, с большими шипами. Жировой плавник небольшой. Анальный плавник имеет короткую основу, довольно длинный. Хвостовой стебель узкий или широкий.

## Образ жизни
Встречаются в заболоченных участках с медленным течением или стоячей водой. Преимущественно это небольшие речные притоки с растительностью. Предпочитают песчано-илистые грунты, заваленные корягами. Грудными плавниками-колючками издают звуки различной громкости, напоминающие скрежет. Колючки спинного и грудных плавников содержат слабый яд. Активны ночью, питаются преимущественно водными беспозвоночными, реже рыбой.

## Распространение
Распространены в бассейнах рек Амазонка, Рио-Негро и Эссекибо.

## Содержание в аквариуме
Для содержания используют аквариумы от 150 литров с большой площадью дна. На дно насыпают мелкий песок тёмных тонов. В качестве укрытий можно использовать большие ветвистые коряги. Из растительности подойдут кусты эхинодорусов с крепкой корневой системой. Не помешают и плавающие на поверхности воды растения — сальвиния, ряска.
Миролюбивы. Содержать можно группой от 3 особей или в одиночку. Неплохо уживаются с родственными видами и другими рыбами. Сами никого не боятся благодаря мощной и прочной «броне». Питаются любыми кормами для аквариумных рыб, но предпочтение отдают живым кормам. К сухому корму привыкают не сразу. Из технических средств понадобится внутренний маломощный фильтр для создания слабого течения. Температура содержания составляет 20—25 °C.

## Классификация
На июль 2019 года в род включают 3 вида:
- Acanthodoras cataphractus (Linnaeus, 1758)
- Acanthodoras depressus (Steindachner, 1881)
- Acanthodoras spinosissimus (Eigenmann & Eigenmann, 1888) — Акантодор